# 石垣優香
石垣優香（日语：／ Ishigaki Yuka，1989年7月22日—），女，生於日本愛知縣，日本乒乓球運動員，現效力於日本生命。
她在2014年世界乒乓球團體錦標賽上頂替受傷的福原愛，協助日本獲得睽違31年的女子團體銀牌。

## 主要比賽最佳成績

### 單打
- 世界錦標賽：六十四強（2009年、2011年）
- 亞洲錦標賽：十六強（2009年）
- 亞洲盃：第六名（2007年）
- 世界巡迴賽：冠軍（2010年埃及公開賽）
- 世界巡迴賽年終賽：十六強（2014年）
- 世界大學運動會：亞軍（2009年）

### 雙打
- 世界錦標賽：十六強（2011年）
- 世界巡迴賽：冠軍（2010年日本公開賽）
- 世界大學運動會：準決賽（2013年）

### 混雙
- 世界大學運動會：亞軍（2011年）

### 團體
- 世界錦標賽：亞軍（2014年）
- 世界盃：準決賽（2015年）
- 亞洲錦標賽：第五名（2009年）
- 世界大學運動會：冠軍（2013年）